# دی‌متیل دی‌کربنات
دی‌متیل دی‌کربنات (به انگلیسی: Dimethyl dicarbonate) یک ترکیب شیمیایی با شناسه پاب‌کم ۳۰۸۶ است. شکل ظاهری این ترکیب، مایع بی‌رنگ است.